# Mänderle
Mänderle (Paederota) ist eine Pflanzengattung in der Familie der Wegerichgewächse (Plantaginaceae) und eng mit der Gattung Ehrenpreis (Veronica) verwandt.

## Beschreibung

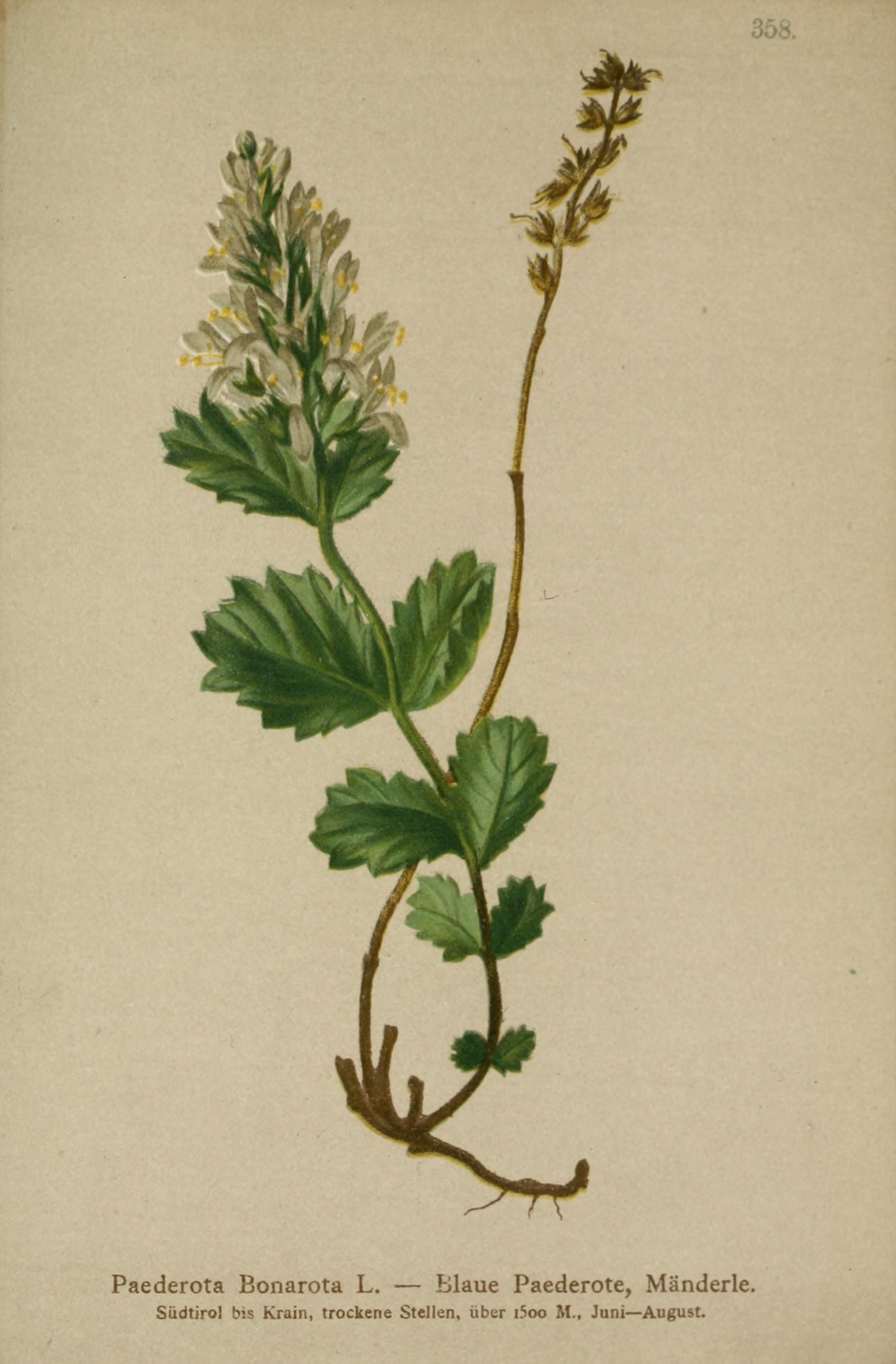
Illustration aus Atlas der Alpenflora des Blauen Mänderle (Paederota bonarota)

### Vegetative Merkmale
Paederota-Arten sind ausdauernde, krautige Pflanzen, die Wuchshöhen von 5 bis 30 Zentimetern erreichen. Die Stängel sind meist mit drei gegenständigen, ungeteilten Laubblattpaaren beblättert. Eine grundständige Laubblattrosette fehlt.

### Generative Merkmale
Die Blüten stehen in endständigen, traubigen Blütenständen zusammen. Die zwittrigen Blüten sind zygomorph mit doppelter Blütenhülle. Der Kelch ist schwach ungleich fünfzipfelig. Die Krone ist zweilippig und die Kronröhre ist länger als breit. Es gibt zwei Staubblätter, deren Staubfäden am Grund mit der Kronröhre verwachsen sind. Die Narbe ist kopfig.
Die Kapselfrüchte enthalten viele Samen. 

### Inhaltsstoffe
Die Gattung Paederota enthält neben Tribus-spezifischen auch Art- und Gattungs-spezifische Iridoid-Glykoside.

## Vorkommen
Die Gattung Paederota hat ein disjunktes Areal: Das Hauptvorkommen liegt in den Ostalpen, Paederota lutea kommt auch in der Herzegowina vor. Standorte sind Kalkschutt und Kalkfelsspalten der obermontanen bis alpinen Höhenstufe.

## Etymologie
Die Etymologie von Paederota ist nicht geklärt. Carl von Linné hat einen alten Namen der Gattung Acanthus auf die entfernt ähnliche Art Blaues Mänderle Paederota bonarota übertragen. Der deutsche Name Mänderle stammt vielleicht aus der Übersetzung vom griechischen „pais, paidos“ „Knabe“ und „eros“ „Liebe“; wahrscheinlicher aber ist eine Herleitung von „Gamander“ über „Gamänderle“ zu „Mänderle“.

## Systematik

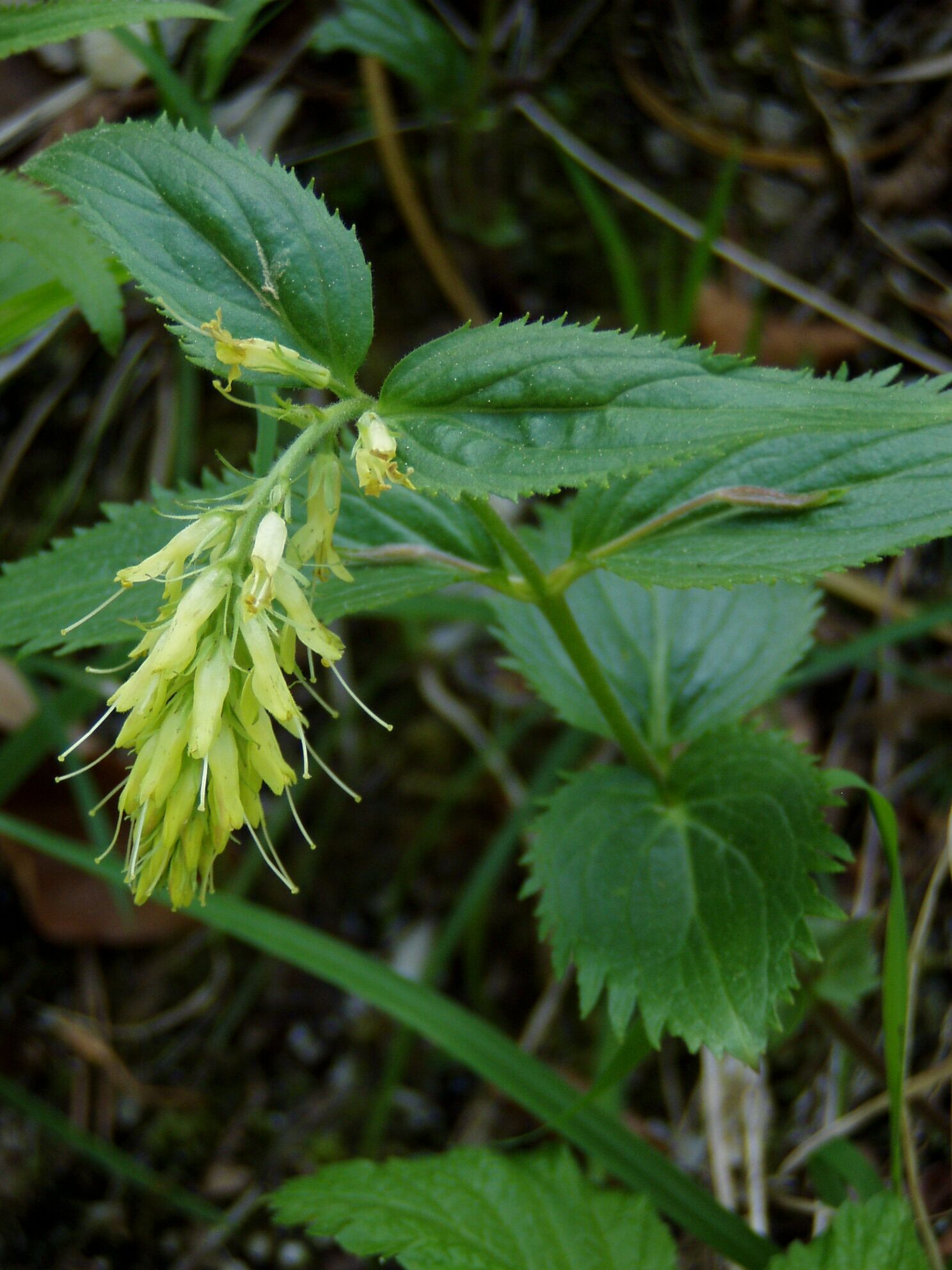
Gelbes Mänderle (Paederota lutea)

Die Gattung ist die Schwestersippe des Ehrenpreis (Veronica). Sie besteht aus den zwei Arten:
- Blaues Mänderle (Paederota bonarota (L.) L.)
- Gelbes Mänderle (Paederota lutea Scop.)